# Labroides bicolor
Labre mèche blonde, Nettoyeur à queue jaune
Espèce
Synonymes
- Fowlerella bicolor (Fowler & Bean, 1928)

Labroides bicolor, le Labre mèche blonde ou le Nettoyeur à queue jaune, est une espèce de poissons marins de la famille des Labridae.

## Systématique
L'espèce Labroides bicolor a été décrite en 1928 par les zoologistes américains Henry Weed Fowler (1878-1965) et Barton Appler Bean (1860-1947).

## Répartition
Labroides bicolor se rencontre depuis l'Est de l'Afrique jusqu'aux îles de la Ligne, des Marquises et de la Société et vers le Nord, jusqu'au Sud du Japon, et, vers le Sud, jusqu'à l'île Lord Howe. Cette espèce est présente entre 2 et 40 m de profondeur avec une plus forte présence entre 2 et 20 m.

## Description
Labroides bicolor mesure jusqu'à 15 cm. Cette espèce se nourrit des ectoparasites présents sur la peau des autres poissons.

## Étymologie
Son épithète spécifique, du latin bicolor, « à deux couleurs », fait référence à sa livrée fortement contrastée.

## Publication originale
- (en) Henry W. Fowler et Barton A. Bean, « Contributions to the biology of the Philippine Archipelago and adjacent regions - The fishes of the families Pomacentridae, Labridae, and Callyodontidae, collected by the United States Bureau of Fisheries steamer "Albatross," chiefly in Philippine seas and adjacent waters », Bulletin of the United States National Museum, vol. 100, no 7,‎ 1928, p. 1-525 (ISSN 0096-2961, lire en ligne).